# 湘鄉派
湘鄉派，中國清朝散文流派。源於桐城派，是桐城派的分支。因其開創者曾國藩為湖南湘鄉人而得名，認為古文創作應兼取漢賦的氣韻，主張剛柔並濟，奇偶互用。

## 代表人物
湘鄉派的代表人物有曾國藩、張裕釗、吳汝綸、黎庶昌和薛福成等。其中曾國藩為開創者，張裕釗、吳汝綸、黎庶昌、薛福成則被譽為「曾門四大弟子」。
湘鄉派主要存在于清朝清文宗咸豐、清穆宗同治、清德宗光緒年間。之後便逐漸沒落。